# Arturo Bergamasco
Arturo Bergamasco (Carrara Santo Stefano, 15 marzo 1951) è un ex rugbista a 15, allenatore di rugby a 15 e dirigente sportivo italiano, terza ala di Rovigo e Petrarca, e padre dei fratelli Mirco e Mauro Bergamasco.

## Biografia
Arturo Bergamasco è nativo di Carrara Santo Stefano, oggi parte del comune di Due Carrare, in provincia di Padova; a 5 anni la sua famiglia si trasferì a Rovigo; nel 1967 entrò nella locale squadra di rugby, nella quale militò fino al 1975 tranne il biennio 1970-72, periodo in cui espletò servizio militare in Pubblica Sicurezza e fece parte delle Fiamme Oro con cui vinse due Coppe Italia consecutive; impiegatosi in banca a Padova, nel 1975 si trasferì al Petrarca, con il quale vinse due campionati (1976-77, dopo uno spareggio vinto a Udine proprio contro Rovigo, la sua ex squadra, e 1979-80), e una Coppa Italia (1981-82).
In nazionale italiana, Bergamasco esordì nel 1973 durante lo storico tour dell'Africa Australe, il primo che l'Italia affrontava fuori dall'Europa.
Dopo il ritiro dall'attività agonistica Bergamasco continuò la sua professione di bancario e svolse attività tecnica e dirigenziale a Selvazzano, dove allenò i suoi due figli Mauro e Mirco; quando poi il maggiore di essi, Mauro, entrò nel Petrarca a 11 anni anche Arturo Bergamasco fu ingaggiato dal club padovano, continuando ad allenarlo fino ai 14 anni.
Ha ricoperto anche incarichi federali, come tecnico nei ranghi della F.I.R..

## Palmarès
- Campionati italiani: 2
Petrarca: 1976-77; 1979-80
- Coppe Italia: 3
Fiamme Oro: 1970-71, 1971-72
Petrarca: 1981-82